# コペンハーゲン (戯曲)
『コペンハーゲン 』(Copenhagen) はマイケル・フレインによる戯曲であり、1941年に物理学者でコペンハーゲン解釈を提案したヴェルナー・ハイゼンベルクとニールス・ボーアが会ったという歴史上の出来事にもとづく芝居である。1998年にロンドンのナショナル・シアターで初演され、マイケル・ブレイクモア演出、デヴィッド・バークがニールス・ボーア役、セーラ・ケステルマンがマルグレーテ役、マシュー・マーシュがハイゼンベルク役であった。ブロードウェイでは2000年4月11日にロイヤル劇場で初めて上演された。マイケル・ブレイクモアが演出、フィリップ・ボスコがニールス・ボーア役、マイケル・カンプスティがハイゼンベルク役、ブレア・ブラウンがマルグレーテ役であった。日本語の初演は2001年に新国立劇場で行われた。
2002年にはハワード・デイヴィス監督により、BBCとアメリカ合衆国公共放送サービスによりテレビドラマ版の『コペンハーゲン』が制作された。

## あらすじ
第二次世界大戦が始まり、デンマークはドイツに征服された。ドイツの物理学者ウェルナー・ハイゼンベルクは、コペンハーゲンにある物理学者ニールス・ボーアの邸宅を訪問する。そして量子力学・核物理学の議論が展開されるが、そこにはドイツが核兵器開発に踏み出す可能性を感じた2人の静かな対決があった。

## 登場人物
- ヴェルナー・ハイゼンベルク
- ニールス・ボーア
- マルグレーテ・ボーア

## 上演史

### ロンドン初演
初演は1998年5月28日、ロンドンのナショナル・シアターにて、マイケル・ブレイクモア演出、フィリップ・ボスコがニールス・ボーア役、マイケル・カンプスティがハイゼンベルク役、ブレア・ブラウンがマルグレーテ役で、300回以上の公演が行われた。1999年2月にウエスト・エンドのダッチェス劇場に移り、さらに750回以上もの公演が行われた。ウエスト・エンドの公演開始とともに「第二班」のキャストチームが作られ、最低でも週1回のマチネはこのチームが担当するようになった。第二班のニールス・ボー2ア役はデイヴィッド・バロン、マルグレーテ役がコリンナ・マーロウ、ハイゼンベルク役がウィリアム・ブランドであった。6ヶ月たってからはもともとのキャストにかわり、全ての上演をこのチームが担当した。

### ブロードウェイ初演
アメリカ合衆国ではロンドン初演同様マイケル・ブレイクモアの演出により、ブロードウェイのロイヤル劇場で2000年4月11日に幕を開け、326回の公演が行われた。フィリップ・ボスコがニールス・ボーア役、マイケル・カンプスティがハイゼンベルク役、ブレア・ブラウンがマルグレーテ役をつとめた。この公演はトニー賞の演劇作品賞、演劇主演女優賞(ブレア・ブラウン)、演劇演出賞(マイケル・ブレイクモア)を受賞した。

### 英語での再演
- 2009年にエディンバラのロイヤル・ライシアム劇場にて、トニー・カウニーが演出、トム・マニオンがニールス・ボーア役、サリー・エドワーズがマルグレーテ役、オーウェン・オークショットがハイゼンベルク役で再演された[7]。
- 2010年にスタッフォードシャーのニュー・ヴィック劇場にてジェームズ・デイカーが演出、ジョン・オマホニーがニールス・ボーア役、ジェイミー・ハインドがハイゼンベルク役、デボラ・マクラレンがマルグレーテ役で再演された[8]。
- 2012年にシェフィールドのライシアム劇場にて、デイヴィッド・グリンドリーが演出、ヘンリー・グッドマンがニールス・ボーア役、ジェフリー・ストリートフェイルドがハイゼンベルク役、バーバラ・フリンがマルグレーテ役で再演された[9]。
- 2014年にバンガロールのランガ・シャンカラにて、プラカシュ・ベラワディが演出及びニールス・ボーア役、ナクル・バラがハイゼンベルク役、シャランヤ・ランプラカシュがマルグレーテ役で再演された[10]。

### 日本語での上演
- 2001年10月29日から11月18日まで新国立劇場にて、平川大作の翻訳により、鵜山仁演出、江守徹がニールス・ボーア役、新井純がマルグレーテ役、今井朋彦がハイゼンベルク役で上演された[1]。
- 2007年、初演と同じチームでニールス・ボーア役のみ村井國夫に変わって再演された[11]。
- 2016年6月4日から7月3日までシアタートラムにて、小田島恒志の翻訳により、小川絵梨子演出、浅野和之がニールス・ボーア役、宮沢りえがマルグレーテ役、段田安則がハイゼンベルク役で上演された[12]。

## 評価
ハイゼンベルクがボーア宅を訪問した史実は有名だが、当時の物理学を代表する頭脳同士の議論の詳細はよく分かっていない。フレインは、この歴史上の謎を、緊迫感に満ちた人間ドラマとして再現した。簡素な舞台上で、ときおり言葉を挟むボーアの妻マルガレーテ・ボーアを含む3人が延々と難解な物理学談義を行う会話劇だが、初演当初から高い評価を得た。フレインの代表作となったばかりでなく、現代演劇の最高傑作との評価さえされている。
この高評価を受けたフレインは、同様に現代史の謎に迫る会話劇として、ギヨーム事件を題材とした『デモクラシー』を発表し、劇作家としての地位を固めた。
基本的に入退場などを指示するト書きが無いため、「読むには難解だが、演出家には自由がある」芝居であると言われている。

### 受賞
- 1998年イヴニング・スタンダード演劇賞
- ドラマ・デスク・アワード新作賞
- ニューヨーク・ドラマ批評家サークル作品賞
- トニー賞演劇作品賞、演劇主演女優賞(ブレア・ブラウン)、演劇演出賞(マイケル・ブレイクモア)
- モリエール賞

## 翻案

### テレビ版
2002年にはダニエル・クレイグがハイゼンベルク役、スティーヴン・レイがニールス・ボーア役、フランチェスカ・アニスがマルグレーテ役で、BBCとアメリカ公共放送サービスによるテレビ版が制作された。

### ラジオ版
2013年にエマ・ハーディングの翻案・監督により、BBCラジオ3でベネディクト・カンバーバッチがハイゼンベルク役、グレタ・スカッキがマルグレーテ役、サイモン・ラッセル・ビールがニールス・ボーア役のラジオドラマが制作された。

## 歴史上の出来事
1941年にコペンハーゲンで55歳のボーアと39歳のハイゼンベルクが会って話したということは史実である。ハイゼンベルクは1924年から数年間、ボーアとコペンハーゲンで研究をしていた。
ハイゼンベルク研究をしている歴史家たちの間では、この出来事に解釈について意見が割れている。フレインが1998年に『コペンハーゲン』を発表したことにより、これ以前は基本的に学者の間での話題にとどまっていたことがらがより注目されるようになった。戯曲が引き金となった歴史研究の論文集も2005年、英語で刊行された。
議論の多くは1956年にハイゼンベルクがジャーナリストのロベルト・ユンクに送った手紙に端を発する。ユンクは『千の太陽よりも明るく―原子科学者の運命』(Brighter than a Thousand Suns, 1956)の著者であり、ハイゼンベルクはこのドイツ語訳を読んだ後に手紙を出した。この手紙でハイゼンベルクは、自分はボーアと核兵器開発のために働いている科学者に対して道徳的に反発を感じているということを議論しようとしてコペンハーゲンに行ったものの、会話が終わる前にこれをはっきり伝えられなかったと述べている。ユンクは1956年に著書のデンマーク語版でこの手紙の抜粋を刊行したが、文脈を踏まえず抜き出されていたため、まるでハイゼンベルクが自分は道徳的理由でドイツの原爆計画を妨害しようとしていたと言ったかのような文面になっていた。手紙全体を読むと、ハイゼンベルクが注意深くこのことを明言しないようにしていたとわかる。ボーアはこの本の抜粋を読んだ後に激怒し、これはウソだと感じた。1941年の会見の時点では、ボーアはハイゼンベルクがドイツのため平気で核兵器開発をしようとしていると思ったのである。
フレインの芝居のせいで1941年の会見について学問の世界やメディアにおいて多くの議論がなされるようになり、コペンハーゲンのニールス・ボーア・アーカイヴはこの会見に関する封印されていた文書を全て一般公開した。これは主にアーカイヴに何が隠れているのかという歴史に関する議論を落ち着かせることを目的とする行動であった。公開文書の中には、1957年にボーアがハイゼンベルクあてに書いたが出さなかったユンクの本その他に関する手紙もあった。
この手紙草稿のため重要なことがらがわかった。ハイゼンベルクが覚えていてユンクに1956年に伝えた会見の内容は、ボーアの手紙にあるものとかなり一致しており、会話がどのようなものだったかは相当確実にわかるようになった。ボーアとハイゼンベルクは2人とも、ハイゼンベルクは訪問の最初に現在、核兵器は想定の範囲内であるという話をボーアにしはじめたということを覚えている。ハイゼンベルクは核兵器開発が技術的に可能だと確信しているとボーアに話した。しかしながらハイゼンベルクは自分が監視されていると考えており、ドイツが占領している国の人物と核兵器開発の努力について詳細を議論すれば違法になるため、あまりはっきりとしたことを言わず、ボーアも漠然とした話しかしなかったと述べている。まわりくどい議論の上、ボーアが話に衝撃を受けてしまったため、2人の会話は途切れてしまった。ボーアの手紙からは戯曲『コペンハーゲン』で提示された疑問、つまりハイゼンベルクはボーアに何を伝えようとしていたのかということの答えはわからない。
ハイゼンベルクはウラニウムの核分裂を武器に応用できる可能性があるとわかっていたと述べており、これはP・L・ローズやJ・バーンスタインの、1940年にハイゼンベルクは計算ミスをしており、道徳的なためらいよりはこのミスでハイゼンベルクは核兵器開発を追究しないようになったという議論に反するものである 。
1957年のボーアの手紙は会見の16年後に書かれているが、ボーアとハイゼンベルクの間に葛藤があったことを示唆している。ハイゼンベルクがコペンハーゲンを出発する夜に妻あてに書いた手紙にはこの決裂については何も書かれていない。この手紙では、ハイゼンベルクはボーアと過ごした最後の夜は非常に快適でとくに問題はなかったと書いている。
2006年3月のインタビューで、ハイゼンベルクの学生で友人であったイヴァン・スペク(Ivan Spek)は戯曲『コペンハーゲン』を批判し、この会合ではカール・フリードリヒ・フォン・ヴァイツゼッカーが出席していて重要な一部だったと主張している。 

## 書籍としての刊行
1998年にMethuenより英語の台本がロンドンで出版されており、2000年にはAnchorよりアメリカ版が刊行されている。
日本語では小田島恒志による翻訳が2010年に早川書房より刊行されており、2016年のシアタートラムでの上演台本のもとになっているのはこの翻訳である。こちらの底本は2000年のAnchor版である。新国立劇場版の台本である平川大作訳は刊行されていない。